# Phước Hội (xã)
Phước Hội là một xã thuộc huyện Long Đất, tỉnh Bà Rịa – Vũng Tàu, Việt Nam.

## Địa lý
Xã Phước Hội có vị trí địa lý:
- Phía đông giáp huyện Xuyên Mộc với ranh giới là sông Ray
- Phía tây giáp thị trấn Phước Hải
- Phía nam giáp Biển Đông
- Phía bắc giáp thị trấn Đất Đỏ và các xã Láng Dài, Phước Long Thọ.

Xã Phước Hội có diện tích 40,82 km², dân số năm 2023 là 12.395 người, mật độ dân số đạt 304 người/km².

## Hành chính
Xã Phước Hội được chia thành 8 ấp: An Bình, An Điền, An Hải, An Hòa, Hội Mỹ, Tân Hội, Phước Lộc, Phước Lợi.

## Lịch sử
Ngày 30 tháng 10 năm 1995, Chính phủ ban hành Nghị định số 71-CP về việc thành lập xã Lộc An thuộc huyện Long Đất trên cơ sở 461,7 ha diện tích tự nhiên và 1.461 người của xã Phước Hải; 1.181,8 ha diện tích tự nhiên và 512 người của xã Phước Long Hội; 176,7 ha diện tích tự nhiên của xã Láng Dài.
Xã Lộc An có 1.820 ha diện tích tự nhiên và 1.973 người.
Ngày 23 tháng 7 năm 1999, Chính phủ ban hành Nghị định số 57/1999/NĐ-CP về việc thành lập xã Phước Hội thuộc huyện Long Đất trên cơ sở 1.714,44 ha diện tích tự nhiên và 3.662 người của xã Phước Long Hội.
Ngày 9 tháng 12 năm 2003, Chính phủ ban hành Nghị định số 152/2003/NĐ-CP về việc chia huyện Long Đất thành huyện Long Điền và huyện Đất Đỏ. Khi đó, xã Phước Hội thuộc huyện Đất Đỏ.
Ngày 24 tháng 10 năm 2024, Ủy ban Thường vụ Quốc hội ban hành Nghị quyết số 1256/NQ-UBTVQH15 về việc sắp xếp đơn vị hành chính cấp huyện, cấp xã của tỉnh Bà Rịa – Vũng Tàu giai đoạn 2023 – 2025 (nghị quyết có hiệu lực từ ngày 1 tháng 1 năm 2025). Theo đó:
- Thành lập huyện Long Đất trên cơ sở huyện Long Điền và huyện Đất Đỏ. Khi đó, xã Phước Hội thuộc huyện Long Đất.
- Sáp nhập toàn bộ 18,15 km² diện tích tự nhiên và quy mô dân số là 4.785 người của xã Lộc An vào xã Phước Hội.

Xã Phước Hội có 40,82 km² diện tích tự nhiên và quy mô dân số là 12.395 người.